# 728 Leonisis
728 Leonisis је астероид главног астероидног појаса чија средња удаљеност од Сунца износи 2,253 астрономских јединица (АЈ).
Апсолутна магнитуда астероида је 12,8 а геометријски албедо 0,242.